# Epenet
Epenet – postać biblijna.
Postać występująca w Nowym Testamencie w Liście do Rzymian apostoła Pawła (Rz 16, 5 (BT). Zaliczany do grona Siedemdziesięciu dwóch wysłańców Jezusa Chrystusa.